# Gagrella insculpta
Gagrella insculpta is een hooiwagen uit de familie Sclerosomatidae.